# Colobostruma nancyae
Colobostruma nancyae är en myrart som beskrevs av Brown 1965. Colobostruma nancyae ingår i släktet Colobostruma och familjen myror. Inga underarter finns listade i Catalogue of Life.